# 쏘아올린 불꽃, 밑에서 볼까? 옆에서 볼까?
《쏘아올린 불꽃, 밑에서 볼까? 옆에서 볼까?》(일본어: 打ち上げ花火、下から見るか? 横から見るか? 우치아게 하나비, 시타카라 미루카 요코카라 미루카[*])는 1993년 후지 TV에서 방송된 이와이 슌지 감독의 텔레비전 드라마이자 1994년에 개봉된 영화이다. 2017년 8월 18일에 애니메이션 영화가 개봉되었다.

## 개요
처음에는 텔레비전 드라마 시리즈 《If 만약에》의 한 작품으로 1993년에 방송됐다. 같은 해, 드라마로는 이례적으로 일본영화감독협회 신인상을 받았다.
그 후, 오프닝이나 타모리의 출연 장면을 삭제한 수정 버전이 다음해 영화로 개봉됐다.
당시 신인 드라마 감독 · 각본가였던 이와이 슌지의 평가와 지명도를 단번에 올려, 영화 제작에 진출하는 계기가 된 작품이다.
또한, 색조 조정을 사용해 영상이 필름처럼 보이는 방법 (필름 효과, 또는 F 효과 라고도 불림)을 사용해 제작됐으며, 이것도 당시 황금 시간대 드라마로써는 드문 일이었다.

## 줄거리
초등학생 노리미치와 유스케는 사이좋은 친구지만, 사실은 둘 다 동급생인 나즈나를 좋아한다. 그러나 나즈나는 부모가 이혼해, 어머니가 키우게 되어 2학기부터는 전학가게 되지만 둘은 알지 못했다. 부모에게 반발한 나즈나는, 수영장에서 시합하는 노리미치와 유스케를 보고, 이긴 사람과 사랑의 도피를 하려고 몰래 내기를 한다. 이긴 사람은 유스케? 노리미치? 시합 후에, 서로 다른 2개의 이야기가 진행된다.

## 음악
사용된 음악은 모두 레메디오스(레이미의 다른 이름)가 이 작품을 위해 새로 쓴 곡들이다.
특히, 주제가로써 작품의 절정 장면에 사용된 〈Forever Friends〉는 방송 직후 후지 TV로 노래의 발매 문의나 요망이 많았으나 그 시점에서 발매되지 않고, 방송 3년 후인 1996년에 발매된 CD 《쏘아올린 불꽃, 밑에서 볼까? 옆에서 볼까? 사운드트랙》에 수록됐다.

## 촬영지
촬영은 프로듀서 하라다 이즈미가 줄거리를 읽고 이 곳 밖에 없다고 단언한 이오카 마치에서 실시됐다. 이 외에는 지바현 가이조 군 우나카미 마치(현 아사히시)에서 실시됐다.
특히 노리미치와 나즈나가 기차를 기다리는 장면에 사용된 이오카 역, 노리미치의 집으로 사용된 건물 등은 방송 후 몇 년 동안, 작품의 팬들이 방문하기도 했다. 또 이 장소는 작품의 열혈팬이었던 야마자키 다카시 감독이 영화 《쥬브나일》 (2000년)의 무대로도 사용됐다.

## 《If 만약에》와 관계
이 작품이 방송된 프로그램인 《If 만약에》는 주인공의 선택에 따라 이후 이야기가 어떻게 변하는지를 보여주는 드라마이며, 어느 하나가 주인공의 선택이거나 상상이면 안된다는 규칙이 있다. 그런 의미에서 엄밀하게 말하면 이 작품의 시나리오는 프로그램의 규칙에서 벗어난 것미여, 《If 만약에》측 제작진은 불만을 나타냈다고 한다.
또, 이와이 슌지가 쓴 초기 단계 각본의 원제는 《소년들은 불꽃놀이를 옆에서 보고싶었다》였으나, 촬영 전 《If 만약에》측 제작진의 강한 의향에 따라 현재 제목으로 바뀌었다. 이것은, 각 화의 제목이 《~하거나, ~하거나》란 형태로 통일한다는 프로그램의 규칙이 있었기 때문이다.
이것에 관한 이야기는 1999년에 발매된 다큐멘터리 DVD 《소년들은 불꽃놀이를 옆에서 보고싶었다》에서도 자세히 언급돼있다.

## 출연진
- 노리미치: 야마자키 유타
- 나즈나: 오키나 메구미
- 유스케: 소리타 다카유키
- 카즈히로: 랜디 헤븐스
- 준이치: 고하시 겐지
- 미노루: 사쿠라기 겐토
- 미우라 선생: 아사기 구니코
- 노리미치의 아빠: 야마자키 하지메
- 노리미치의 엄마: 후카우라 가나코
- 유스케의 아빠: 다구치 도모로
- 나즈나의 엄마: 이시이 미쓰코

## 제작진
- 프로듀서: 하라다 이즈미
- 각본·원작·감독: 이와이 슌지
- 조감독: 유키사다 이사오
- 음악: 레메디오스
- 기획: 이시하라 다카시
- 제작: 후지 TV, 교도 TV